# NGC 1290
NGC 1290 (również PGC 12395) – galaktyka eliptyczna (E?), znajdująca się w gwiazdozbiorze Erydanu. Odkrył ją w 1886 roku Ormond Stone. Niektóre katalogi i bazy obiektów astronomicznych (np. baza SIMBAD) błędnie identyfikują obiekt NGC 1290 jako sąsiednią galaktykę NGC 1295.